# آبجوسازی باواریا (کلمبیا)
آبجوسازی باواریا (به انگلیسی: Bavaria Brewery) یک کارخانه آبجوسازی کلمبیایی است که توسط لئو اس. کاپ مهاجر آلمانی در تاریخ ۴ آوریل ۱۸۸۹ گشایش یافت. در سال ۲۰۰۵ آبجوسازی باواریا تبدیل به یک شرکت تابعه سبمیلر شد. پیش از تابعیت این شرکت دومین آبجوسازی بزرگ در آمریکای جنوبی بود.

در ۱۰ اکتبر ۲۰۱۶ انهایزر-بوش اینبیف شرکت سبمیلر را از آن خود کرد.

## آبجوها
- آگیلا (۴ درصد الکل)
- آگیلا لایت (۳٫۵ درصد الکل)
- براوا (۶٫۵ درصد الکل)
- کلاب کلمبیا (۴٫۷ درصد الکل)
- کوستنیتا (۴ درصد الکل)
- کوستینا (۴ درصد الکل)
- لئونا (۴ درصد الکل)
- پیلزن (۴ درصد الکل)
- پوکر (۴ درصد الکل)

## برندهای دیگر
- بریسا (آب بسته‌بندی‌شده، با و بدون گاز)
- بریسا اس‌پی‌ای (آب بسته‌بندی‌شده طعم دار)
- مالتا لئونا (نوشیدنی با انرژی بالا)
- مالتا لئونا کول (نوشیدنی مالت)
- پونه مالتا (نوشیدنی مالت انرژی‌زا)
- توتی فروتی (آب‌میوه)
- کولا و پولا